# Thereulla peruana
Thereulla peruana är en mångfotingart som beskrevs av Chamberlin 1955. Thereulla peruana ingår i släktet Thereulla och familjen spindelfotingar.
Artens utbredningsområde är Peru. Inga underarter finns listade i Catalogue of Life.